# Giovanni Frapporti
Giovanni Frapporti (Verona, 4 febbraio 1990) è un rugbista a 15 italiano che milita come tre quarti centro nel Valpolicella.

## Biografia
Inizia a giocare all'età di 6 anni, cresciuto sportivamente nel Valpolicella a 18 anni, dopo aver militato un anno nel campionato di serie B con la squadra veronese, si trasferisce al Calvisano. Dopo i primi due anni passati nella squadra giovanile Giovanni entra a far parte della prima squadra con la quale, durante la stagione 2010-11, conquisterà la promozione dal campionato di Serie A1 al campionato d'Eccellenza e successivamente, nella stagione 2011-12, vincerà il suo primo Scudetto e il suo primo Trofeo Eccellenza.
A partire dal 2005 ha sempre partecipato a selezioni regionali con il Veneto aggiudicandosi nel 2006 il primato nel Torneo Nazionale delle Regioni tenutosi all'Aquila. In concomitanza con l'attività regionale è stato chiamato anche nella selezione zonale del Nord Est partecipando al Torneo delle Zone e conquistandone il titolo nel 2006 e 2007. Nel è 2008 stato convocato con la Nazionale Italiana under 18, con la quale ha disputato il torneo Sei Nazioni di categoria a Cork, Irlanda.
Nell'estate del 2016 viene ufficializzato il suo ritorno in terra veronese nella sua squadra di origine, il Valpolicella.

## Palmarès
- Campionati italiani: 2
Calvisano: 2011-12, 2013-14
- Trofei Eccellenza : 1
Calvisano: 2011-12